# Emblemas de campo de concentração nazista

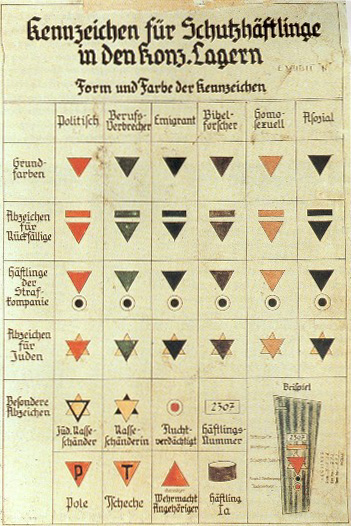
Emblemas de identificação de campos nazistas em uma ilustração alemã de 1936

Os emblemas de campo de concentração nazista, principalmente triângulos, faziam parte do sistema de identificação dos campos alemães. Eles foram usados nos campos de concentração nos países ocupados pela Alemanha para identificar a razão pela qual os prisioneiros foram colocados lá.

Os triângulos eram feitos de tecido e costurados nas jaquetas e calças dos prisioneiros. Esses "emblemas de vergonha [en]" obrigatórios tinham significados específicos indicados por sua cor e forma. Esses emblemas ajudaram os guardas a atribuir tarefas aos detidos. Por exemplo, um guarda à primeira vista poderia ver se alguém era um criminoso condenado (emblema verde) e, portanto, provavelmente tinha um temperamento resistente adequado para o serviço de "kapo".
Alguém com uma marca de suspeito de fuga geralmente não seria designado para equipes de trabalho que operam fora da cerca do acampamento. Alguém usando um "F" poderia ser chamado para ajudar a traduzir as instruções faladas dos guardas para um trem cheio de recém-chegados da França. Alguns monumentos históricos citam a imagem do emblema, com o uso de um triângulo sendo uma espécie de taquigrafia visual para simbolizar todas as vítimas do acampamento.
O uso moderno de um emblema de triângulo rosa para simbolizar os direitos dos homossexuais é uma resposta aos emblemas de identificação nos campos de concentração.